# Pat LaFontaine
Pat LaFontaine (Saint Louis, Missouri, 1965. február 12. –) profi amerikai jégkorongozó, minden idők egyik legnagyobb amerikai születésű játékosa, a Jégkorong Hírességek Csarnokának tagja.

## Pályafutása
Komolyabb junior karrierjét Kanadában kezdte a QMJHL-es Verdun Juniorsban. Első (és egyetlen) QMJHL-es szezonjában 70 mérkőzésen 104 gólt ütött és 130 asszisztot adott. Ezzel megverte a későbbi legendát Mario Lemieux-t. Számtalan trófea és rekord tulajdonosa lett ezzel az egy szezonnal. Pontkirály, gólkirály, Több MVP cím és legtöbb gól első szezonban. Az 1983-as NHL-drafton mégis „csak” a harmadik helyen kelt el. A New York Islanders választotta ki. 1983–1984-ben részt vett 58 amerikai válogatott mérkőzésen amiken 111 pontot szerzett. Első NHL-es szezonjában részt vett a Stanley-kupa döntőjében de ott elbuktak a Wayne Gretzky által vezetett Edmonton Oilersszel szemben. Ezzel véget ért az Islanders uralma (négyszer nyertek Stanley-kupát egymás után). Ezután már elkezdett szétesni a Nagy Islanders. A veteránok visszavonultak vagy eligazoltak. Ö 1991-ig volt a csapat tagja. Legjobb idényében 54 gólt ütött és 105 pontot szerzett. 1991-ben átkerült a Buffalo Sabresbe. Első idényében 57 mérkőzésen 93 pontot szerzett. A következő szezonban hatalmasat játszott. 84 mérkőzésen 53 gólt ütött és 148 pontot szerzett. A következő két szezonban összesen 38 mérkőzést játszott. Sérülékeny volt. Többször volt agyrázkódása. 1997-ben átigazolt a New York Rangershez de 1998. március 16-án az Ottawa Senators ellen elszenvedett fejsérülés miatt vissza kellett vonulnia. Hivatalosan 1999. október 12-én jelentette be visszavonulását.

## A válogatottban
Első nagy nemzetközi eseménye az 1984-es téli olimpia volt, ahol hat mérkőzésen nyolc pontot szerzett de nem nyert érmet az amerikai válogatottal. Részt vett az 1987-es Kanada-kupán és öt mérkőzésen három gólt ütött. Két évvel később meghívást kapott a világbajnoki keretbe is de érem nélkül maradt és 10 mérkőzésen nyolc pontot szerzett. Képviselte hazáját az 1991-es Kanada-kupán is ahol hat mérkőzésen négy pontot szerzett és ezüstérmes lett. Legnagyobb eredménye a válogatottban az 1996-os jégkorong világkupa aranyérem volt amit egy nagyon erős amerikai válogatottal tudott megnyerni. Utolsó válogatottbeli szereplése a visszavonulása előtt az 1998-as téli olimpia volt. Itt négy mérkőzésen kettő pontot szerzett és ismét érem nélkül maradt.

## Pályafutásának statisztikája
| 1982–1983       | Verdun Juniors     | QMJHL           | 70  | 104 | 130 | 234  | 10  | 15 | 11 | 24 | 35 | 4  |
| 1983–1984       | USA                | NemzV           | 58  | 56  | 55  | 111  | 22  | —  | —  | —  | —  | —  |
| 1983–1984       | New York Islanders | NHL             | 15  | 13  | 6   | 19   | 6   | 16 | 3  | 6  | 9  | 8  |
| 1984–1985       | New York Islanders | NHL             | 67  | 19  | 35  | 54   | 32  | 9  | 1  | 2  | 3  | 4  |
| 1985–1986       | New York Islanders | NHL             | 65  | 30  | 23  | 53   | 43  | 3  | 1  | 0  | 1  | 0  |
| 1986–1987       | New York Islanders | NHL             | 80  | 38  | 32  | 70   | 70  | 14 | 5  | 7  | 12 | 10 |
| 1987–1988       | New York Islanders | NHL             | 75  | 47  | 45  | 92   | 52  | 6  | 4  | 5  | 9  | 8  |
| 1988–1989       | New York Islanders | NHL             | 79  | 45  | 43  | 88   | 26  | —  | —  | —  | —  | —  |
| 1989–1990       | New York Islanders | NHL             | 74  | 54  | 51  | 105  | 38  | 2  | 0  | 1  | 1  | 0  |
| 1990–1991       | New York Islanders | NHL             | 75  | 41  | 44  | 85   | 42  | —  | —  | —  | —  | —  |
| 1991–1992       | Buffalo Sabres     | NHL             | 57  | 46  | 47  | 93   | 98  | 7  | 8  | 3  | 11 | 4  |
| 1992–1993       | Buffalo Sabres     | NHL             | 84  | 53  | 95  | 148  | 63  | 7  | 2  | 10 | 12 | 0  |
| 1993–1994       | Buffalo Sabres     | NHL             | 16  | 5   | 13  | 18   | 2   | —  | —  | —  | —  | —  |
| 1994–1995       | Buffalo Sabres     | NHL             | 22  | 12  | 15  | 27   | 4   | 5  | 2  | 2  | 4  | 2  |
| 1995–1996       | Buffalo Sabres     | NHL             | 76  | 40  | 51  | 91   | 36  | —  | —  | —  | —  | —  |
| 1996–1997       | Buffalo Sabres     | NHL             | 13  | 2   | 6   | 8    | 4   | —  | —  | —  | —  | —  |
| 1997–1998       | New York Rangers   | NHL             | 67  | 23  | 39  | 62   | 36  | —  | —  | —  | —  | —  |
| NHL Összesített | NHL Összesített    | NHL Összesített | 865 | 468 | 545 | 1013 | 552 | 69 | 26 | 36 | 62 | 36 |

## Sikerei, díjai
- Michel Brière-emlékkupa: 1983
- Guy Lafleur-trófea: 1983
- Michel Bergeron-trófea: 1983
- Michael Bossy-trófea: 1983
- Frank J. Selke-emlékkupa: 1983
- CHL Az Év Játékosa Díj: 1983
- Kanada-kupa ezüstérem: 1991
- NHL Második All-Star Csapat: 1993
- Bill Masterton-emlékkupa: 1995
- Jégkorong világkupa aranyérem: 1996
- Lester Patrick-trófea: 1997
- Jégkorong Hírességek Csarnoka: 2003
- Egyesült Államok Jégkorong Hírességek Csarnoka: 2003
- Michigan Sports Hall of Fame: 2004
- Buffalo Sabres Jégkorong Hírességek Csarnoka: 2006
- A Sabres visszavonultatta a 16-os mezszámot az ő tiszteletére: 2006
- Nassau County Sports Hall of Fame: 2007

## Rekordjai
- Legtöbb pont egy szezonban, mint a Buffalo Sabres játékosa: 148 (1992–93)
- Legtöbb assziszt egy szezonban, mint a Buffalo Sabres játékosa: 95 (1992–93)